# 明斯克戴拿模足球會
明斯克戴拿模足球會是位於白俄羅斯首都明斯克的足球俱樂部，球隊最早成立於1927年。明斯克戴拿模是其中一支俱樂部参加白俄羅斯加盟共和國聯賽（現在的白俄羅斯足球超級聯賽），獲得7次冠軍。

## 歷史
- 1927年，俱樂部成立，命名：明斯克戴拿模
- 1954年，解散
- 1954年，重新成立，命名：斯巴達明斯克
- 1959年，更改名，命名：白俄羅斯明斯克
- 1962年，更改名，命名：明斯克戴拿模
- 1983年，第一次殺入歐洲冠軍杯（1983–1984）

## 榮譽
- 白俄羅斯足球超級聯賽（1992–）
  - 冠軍（9 次）：1992, 1992–93, 1993–94, 1994–95, 1995, 1997, 2004, 2023, 2024

- 白俄羅斯盃（1992–）
  - 冠軍（3 次）：1992, 1994, 2003

- 蘇維埃高級聯賽（1936–1991）
  - 冠軍（1 次）：1982

## 外部連結
- 官方網站 （页面存档备份，存于）